# Eusebio Hernández Sola
Eusebio Ignacio Hernández Sola (Cárcar, 29 de julio de 1944) es un eclesiástico y profesor católico español, miembro de la Orden de Agustinos Recoletos. Fue obispo de Tarazona, entre 2011 y 2022.

## Biografía

### Familia
Nació el 29 de julio de 1944 en Cárcar, un pequeño pueblo español de Navarra. Su padre se dedicaba al transporte de alimentos del campo, mientras que su madre, Áurea Sola, era ama de casa. Fue el mayor de cuatro hermanos. Un sobrino de Jesús Pardo Ojer contrajo matrimonio con una prima de la familia Hernández Sola.

### Vida religiosa
La vida y muerte de su coterráneo Jesús Pardo Ojer dejó una profunda huella en él. Inspirado por su ejemplo, el 12 de septiembre de 1955, con tan solo 12 años, ingresó al Seminario Menor de la Orden de Agustinos Recoletos en Lodosa. 
Posteriormente, pasó al colegio de Fuenterrabía, donde cursó su formación secundaria y de Filosofía. Realizó su noviciado en Monteagudo, y continuó sus estudios en Teología en Marcilla. 
Realizó su primera profesión de votos religiosos el 30 de agosto de 1964, y la profesión solemne el 30 de agosto de 1969, ambas en Marcilla. Su ordenación sacerdotal fue el 7 de julio de 1968, en Marcilla.
Tras realizar estudios en la Universidad Pontificia Comillas (1968-1971), obtuvo la licenciatura en Derecho canónico. También se inscribió en la Universidad Complutense de Madrid (1969-1974), donde obtuvo la licenciatura en Derecho civil y Abogacía, realizando prácticas jurídicas en la universidad y en los tribunales de la capital.
Mientras estudiaba, colaboró en la parroquia de Santa Rita. Después fue trasladado a la residencia universitaria Augustinus y fue su director espiritual.
Fue profesor de Derecho canónico en el Teologado Agustiniano de Marcilla antes de trasladarse a Roma, donde, a partir de 1975, comenzó a trabajar en la Congregación para los Institutos de Vida Consagrada y las Sociedades de Vida Apostólica. Dentro de esta institución, desempeñó diversos cargos a lo largo de los años: adjunto de secretaría de II Clase (1975-1986), adjunto de secretaría de I Clase (1986-1988), ayudante de estudios (1988-1995) y jefe de departamento (1995-2011).
Asimismo, en 1976 fue nombrado director del departamento de la Formación y Animación de la Vida Religiosa, y dirigió una escuela bienal de teología y derecho de la Vida Consagrada. Además, ejerció de asistente en el servicio pastoral de la Orden de San Agustín en Roma.

### Episcopado
El 29 de enero de 2011, el papa Benedicto XVI lo nombró obispo de Tarazona. Fue consagrado el 29 de marzo del mismo año, en la Real Monasterio de Santa María de Veruela (sede provisional en ese momento de la catedral), a manos del arzobispo Manuel Monteiro de Castro. El 20 de abril siguiente, fue el encargado de reconsagrar la catedral tras más de 20 años de obras.
El 29 de marzo de 2014, fue nombrado miembro de la Congregación para los Institutos de Vida Consagrada y las Sociedades de Vida Apostólica, siendo confirmado como miembro in aliud quinquennium el 28 de mayo de 2019.
En 2019, presentó su renuncia como lo establece el Código de Derecho Canónico. El 28 de junio de 2022, el papa Francisco aceptó su renuncia como obispo de Tarazona, nombrado a su sucesor al mismo tiempo. Ejerció de administrador apostólico sede vacante hasta el 17 de septiembre de 2022. Desde entonces, se trasladó a un colegio de Zaragoza.
En la Conferencia Episcopal Española es, desde marzo de 2020, miembro de la Comisión Episcopal para el Clero y Seminarios. Anteriormente fue miembro de la Comisión Episcopal de Seminarios y Universidades (2014-2020) y miembro de la Comisión Episcopal para la Vida Consagrada (2011-2024). También fue presidente de la Comisión Regional de Patrimonio Cultural de la Iglesia en Aragón.